# Ciceu-Mihăiești
Ciceu-Mihăiești is een Roemeense gemeente in het district Bistrița-Năsăud.
Ciceu-Mihăiești telt 1392 inwoners.